# Contea di Yutian (Xinjiang)
La contea di Yutian (于田县S) o contea di Keriya (克里雅县S) è una contea della Cina, situata nella regione autonoma di Xinjiang e amministrata dalla prefettura di Hotan.